# Aanrijding in Moscou
Aanrijding in Moscou is een Belgische film van Christophe Van Rompaey uit 2008, naar een scenario van Jean-Claude van Rijckeghem en Pat van Beirs.

## Verhaal
Moscou, een volkswijk in Gent. Matty (43) rijdt tegen een truck aan. Uit de cabine komt Johnny (29) geklauterd. Hij is boos om de deuk in zijn bumper en foetert Matty uit. Maar Matty laat zich niet doen en zet Johnny met een paar raak gekozen bewoordingen op zijn plaats. De truckchauffeur is helemaal onder de indruk.
Matty komt van haar emoties bij in een warm bad. Het is haar oudste dochter Vera (17) die de telefoon komt brengen. Aan de lijn hangt Johnny die zich excuseert. Maar Matty moet zijn excuses niet. Hij mag naar de maan lopen! Enkele dagen later staat Johnny voor de deur. Hij weet Matty's ingedeukte koffer op één, twee, drie te herstellen. Voor de verbaasde ogen van Matty's kinderen slaan de vonken over tussen Matty en de veel jongere Johnny.
Matty's ex-man Werner reageert jaloers. Hij is al vijf maanden van Matty weg en schuift het tekenen van de echtscheidingspapieren steeds voor zich uit. Intussen gaat Matty een glas drinken met Johnny. Hij is charmant, grappig en attent. Voor ze het goed en wel beseft, belandt ze met hem in bed.
De volgende dag belt Johnny haar op vanuit zijn truck. Hij is onderweg naar Italië en wil schoenen voor haar kopen. Matty maakt hem duidelijk dat hun slippertje eenmalig was en dat ze geen schoenen van hem hoeft.
Later die week vertelt Werner haar dat Johnny een strafblad heeft en dat hij zijn ex-vrouw in elkaar heeft geslagen. Matty verzekert Werner dat ze niets met Johnny heeft. Maar dan gaat de bel. Johnny staat voor de deur met mooie Italiaanse schoenen.

## Rolverdeling
| Acteur                 | Personage        |
| ---------------------- | ---------------- |
| Barbara Sarafian       | Matty            |
| Jurgen Delnaet         | Johnny Vermeulen |
| Johan Heldenbergh      | Werner           |
| Anemone Valcke         | Vera             |
| Sofia Ferri            | Fien             |
| Julian Borsani         | Peter            |
| Bob De Moor            | Jacques          |
| Jits Van Belle         | Nicky            |
| Griet van Damme        | Nathalie         |
| Camille Friant         | Iris             |
| Robrecht Vanden Thoren | DJ               |

## Prijzen
Filmfestival van Cannes:
- ACID Award (Christophe Van Rompaey)
- Grand Golden Rail (Christophe Van Rompaey)
  - uitgereikt door de organisatie Cheminots Cinéphiles de l’Association 'Ceux du Rail'
- SACD Screenwriting Award (Jean-Claude Van Rijckeghem en Pat van Beirs)

Filmfestival van Minsk:
- Beste actrice (Barbara Sarafian)

Internationaal Filmfestival van Denver:
- Krzysztof Kieslowski Award

Mediawave film- en muziekfestival van Györ:
- Beste film
- Beste actrice (Barbara Sarafian)

Bermuda International Film Festival:
- Juryprijs voor Best narrative feature (Christophe Van Rompaey)

Europees filmfestival van Palic (Servië):
- Fipresci Prijs

World Soundtrack Awards
- Publieksprijs voor beste Soundtrack van het Jaar (Tuur Florizoone)

Filmfestival van Zürich
- New Talent Award (Van Rompaey)